# Гомеш Суареш, Силвину
Силви́ну Тимоте́у Го́меш Суа́реш (порт. Silvino Timóteo Gomes Soares; род. 10 июля 1978, Сантьягу-ду-Касен) — кабо-вердианский футболист, игравший на позиции нападающего. Выступал за сборную Кабо-Верде.

## Биография

### Клубная карьера
Силвину Гомеш Суареш начал свою футбольную карьеру в бразильском клубе «Васко да Гама» из города Риу-Бранку, команда выступала в чемпионате штата Акри. В 2002 году Силвину перешёл в испанский клуб «Бадахос», но в команде провёл лишь один сезон. В июле 2003 года 24-летний нападающий в качестве свободного игрока перешёл в нидерландский «Эксельсиор» из города Масслёйс. Новая команда Силвину выступала в третьем по значимости футбольном дивизионе, в котором было шесть групп по 14 команд. У этих команд в основном был любительский статус, но были и клубы молодёжных составов команд, которые выступают в высших дивизионах Нидерландов.
Дебютный сезон для Соареша выдался не слишком удачным, его команда заняла 12-е место в турнирной таблице из 14 возможных. В матче за прописку в своём классе «Эксельсиор» встретился с клубом «Нордвейк» и уступил со счётом 2:0, таким образом вылетев классом ниже. В течение трёх сезонов Силвину Соареш выступал за «Эксельсиор», а затем в июле 2007 года он подписал свой первый профессиональный контракт с клубом из Первого дивизиона Нидерландов «Зволле».
Дебют Суареша в «Зволле» состоялся 11 августа 2006 года в матче против «Фортуны» из Ситтарда, который завершился вничью 0:0. Спустя месяц, 8 сентября 2006 года Силвину Соареш забил свой первый мяч в составе клуба, это произошло в гостевом матче против клуба МВВ, но забитый гол Соареша на 89-й минуте матча не спас «Зволле» от поражение со счётом 4:2. Всего за «Зволле» в Первом дивизионе Нидерландов сезона 2006/07 Силвину провёл 34 матча и забил 11 мячей.
В июле 2007 года Соареш подписал контракт с бельгийским клубом «Ред Стар Васланд» из города Синт-Никлас. В своём дебютном сезоне во втором дивизионе Бельгии Соареш провёл 32 матча и забил 6 мячей, а его клуб завершил сезон на 14-м месте. В сезоне 2008/09 Соареш провёл уже 28 матчей и забил 4 мяча. В июле 2009 года контракт у Соареша с клубом истёк, и он предпочёл перейти в нидерландский клуб АСВХ из города Хендрик-Идо-Амбахт. Команда имела любительский статус и выступала в низшем по классу дивизионе Нидерландов. Тем не менее, Силвину стал ближе к своей семье, проживающей в районе Роттердама Пернис, который находится очень близко к Хендрик-Идо-Амбахту. В феврале 2010 года Соареш перешёл в клуб «'с-Гравензанде».

### Карьера в сборной
В национальной сборной Кабо-Верде Силвину Соареш дебютировал 31 мая 2008 года в матче квалификационного турнира к кубку Африки 2010 против сборной Камеруна. В том матче Соареш вышел на замену на 80-й минуте вместо Лито, к этому времени его сборная проигрывал со счётом 2:0, с таким счётом матч и завершился. В своём втором матче, против сборной Танзании, который состоялся 7 июня 2008 года, Соареш начал игру в основном составе, но во втором тайме был заменён на 66-й минуте матча, который завершился победой Кабо-Верде со счётом 1:0.